# 矢野優美華
矢野 優美華（やの ゆみか、2月19日 - ）は、日本の女性声優。東京都出身。ゆーりんプロ所属。

## 略歴
中学時代、周囲にアニメや漫画を好きな友人が多数おり、アニメイトに一緒にグッズを買いに行ったりしていた。そこで「声優さんって歌も唄うしラジオにも出るんだ、面白そうだな」と思い、雑誌で見つけた声優のオーディションに応募したこともあった。高校時代に、「養成所に入ると声優になれるらしい」という噂を聞き、養成所への入所を決める。大学時代は文学部を専攻していた。下積み時代は長く、高校生から大学まで6年間養成所に通っていた。その後別の養成所にも通っていたが、「私、向いていないかも…」とも思っていた。その時、後に所属することになるゆーりんプロに合格できたが、ここまでかなり長い道のりであったという。
初仕事は、事務所に所属して半年も経たないくらいに出演したアプリゲームであった。アニメでの初レギュラーは『はねバド!』。

## 人物
趣味は旅行、読書、映画鑑賞、ゲーム。特技は歌、料理、工作。
2024年時点では休むのが下手のようで、何もしないと落ち着かないといい、何かしらの用事を入れてしまうという。しかし体が悲鳴を上げることがあるため、そういう時は体をベッドに張り付けるようにして無理にでも寝ているという。
2024年時点では「ちょっと疲れたな〜」と思い、急にプリンを作り始めたり、クッキーを焼いたりしている。家にいて考え事をしてしまう時は、タブレットだけ持ち駅の近くのカフェに行ったりしている。気候がいい時期は「明日、北海道行こう」となったり、急に思い立ち飛行機や新幹線でどこかに出かけることが割とあるという。
前述の通り、大学時代は文学部であるが、文芸に近く、学生時代は活字を書いていた。幼少期から自分に起こったことを物語調に書き「私あの時こんなこと考えたんだ」と振り返っていた。しかし日記のように気持ちをただ書くというのは苦手で、小説のように1つの形にしたいという。

## 出演
太字はメインキャラクター。

### テレビアニメ
2018年
- はねバド!（新入生、松下恵、美里さき）
- アンゴルモア 元寇合戦記（海女、ツシマヤマネコ）

2019年
- モブサイコ100 II（子供）
- パズドラ（2019年 - 2025年、王城ガールズD、女性、ミアモン、宇宙人子供）
- スタンドマイヒーローズ PIECE OF TRUTH（女子）

2020年
- 遊☆戯☆王SEVENS

2021年
- プラチナエンド（観客2）

2022年
- 恋は世界征服のあとで（アプリ）
- ドラえもん（テレビ朝日版第2期）（野良猫）

2023年
- ノケモノたちの夜（町の女性）
- 彼女が公爵邸に行った理由（ビビアン・シャマル）
- 名探偵コナン（女性）

2024年
- 戦隊大失格（2024年 - 2025年、錫切夢子、女子小学生、女性アナウンサー） - 2シリーズ
- ワンルーム、日当たり普通、天使つき。（女子アナ）
- 魔導具師ダリヤはうつむかない（ギルド職員〈女性A〉、女性職員、女性騎士、女性店員）
- 【推しの子】（音響監督）
- ラブライブ!スーパースター!!

2025年
- 完璧すぎて可愛げがないと婚約破棄された聖女は隣国に売られる（修道女）
- 渡くんの××が崩壊寸前（館花紗月、幼い紗月）
- ブスに花束を。（五反田典子）
- 忍ばない!クリプトニンジャ咲耶参の巻  

### 劇場アニメ
- 劇場版 はいからさんが通る 後編 〜花の東京大ロマン〜（2018年、看護師）
- 劇場版 七つの大罪 光に呪われし者たち（2021年）

### ゲーム
2016年
- 妖怪百姫たん!（2016年 - 2017年、キキ、風狸）
- 感染×少女（桜田ゆうり）

2017年
- ファイトリーグ（アジャスト・レンチ、美少女実演販売士 サバキ）
- コズミックブレイク（シヴァトリス）
- アルケミアストーリー（ローラン）

2018年
- 幻獣姫
- モンスターストライク（2018年 - 2025年、エレシュキガル、エキドナ、ワーグナー、光の姫君、怪傑ゾロ〈獣神化以降〉、クティーラ、ビリミスク）
- クリスタルハーツ（アルカディア）
- 極光のレムリア 〜Hidden elements〜（セレスティ）

2019年
- ドラガリアロスト
- 三国志大戦M
- ラングリッサー モバイル

2020年
- リンクスリングス（モアモア）
- 謀りの姫:Pocket（貂蝉）
- グランブルーファンタジー（2020年 - 2022年）
- ALTDEUS: Beyond Chronos
- メガミヒストリア（ムーラン）

2021年
- Aurora 7
- フィギュアストーリ（ジェス）
- IDOLY PRIDE
- グランサガ
- プリンセステイル（ハリ、ユミ）

2022年
- 聖塔神記 トリニティトリガー
- 無期迷途（ケルビン、リザー）
- クイズRPG 魔法使いと黒猫のウィズ（ザガン）

2024年
- グランブルーファンタジー リリンク
- ファイナルファンタジーVII リバース
- 護縁（シーフォン）
- カイジ外伝：激熱の街（ルナ）

### ラジオ
※はインターネット配信。
- 紗月と紫の××ラジオ（2025年、音泉※[15]）

### ドラマCD
- 忘却学園プルガトリウム（2018年、清原ひばり）
- 佐々木と宮野（2019年）

### BLCD
- 3分インスタントの沈黙（2017年、女友達）
- 最終電車（2019年）
- 君と僕と世界のほとり Phrase3 片思い卒業式（2019年）
- 狂い鳴くのは僕の番;β 2（2019年、女性社員2）
- ダーティダーリン（2019年）
- マスク男子は恋したくないのに（2021年）

### デジタルコミック
2020年
- 魔石グルメ 魔物の力を食べたオレは最強!（カミラ、グリント）
- CARNELIAN BLOOD（女性ヴォルフ）
- 文殊史郎兄弟（文殊史郎聖正〈幼少期〉）
- はじめてのハニートラップ（レイル＝レンレン〈恋重玲流〉）

2021年
- 年上エリート女騎士が僕の前でだけ可愛い（カレン）
- 木曜日のラジオスター（中川光莉）
- 5人の内、誰が死ぬか（朝倉怜香）
- 地球記録0001（マリヤ）
- かいだんし（有馬清子）
- 口が裂けても君には（女性、幼少期の紅一）
- キング様のいちばん星（凪）
- MONSTERS（町の住人）
- 超能力者いのうさん（執事）
- 炎眼のサイクロプス（館アンナ）
- 花は死にたがる（幼少期の水島）
- PPPPPP（ラッキーの母）
- 累々戦記（幼少期の蒼葉）
- ドロンドロロン（読切版）（玉鉾刑事）
- Hello, my robot（イズミ・キノ）
- 忍SS（風魔忍の部下）

2022年
- CHAIN（秘書）
- 殺人鬼玲凪（藤花玲凪）
- 私と薬師様の旅（幼少の洟心）
- ヒガンノヒ（女の子）
- 花燭の白（白梅）
- キルアオハル（不破さくら）
- ネオンヴァンパイア（アリス）
- 殺っちゃん（ウエイトレス）
- キミガシネ -多数決デスゲーム-（千堂院紗良）
- 貧乏令嬢の勘違い聖女伝 〜お金のために努力してたら、王族ハーレムが出来ていました!?〜（ソフィア・グレイシア）
- エクソシストのキヨシ君（取り憑かれた娘）
- ボクラノキセキ（リダ・ラザラサーレ）
- 鵺ん家（委員長）
- 偽装カレシに愛されてしまいました（椎葉めぐみ）
- 甘辛義姉妹に挟まれてます（鈴穂）

2023年
- 暗号学園のいろは（徐綿菓子）
- 一目惚れと言われたのに実は囮だと知った伯爵令嬢の三日間（グレイス・クレオール）
- 転生しても嫌われ王子だったので関係修復頑張ります。（アンジェラ、孤児院の女性2）

### オーディオドラマ
- 二条くんはわたしの執事（2021年、ナレーター、春川妃菜[55]）
- サムライ紅炎舞 紅のサムライと白い剣士と桜色の少女（2021年、紅蓮寺千羽[56]）

### 吹き替え

#### 映画
- オンネリとアンネリのおうち（フィンランド語版）（サンテリ〈サンテリ・ハンニカイネン〉）

#### ドラマ
- ジャスト・ビヨンド 怪奇の学園（英語版）（サロン生徒）

#### テレビ番組
- ハロー、ジャック！やさしさってなんだろう？（モーガン）

### ナレーション

#### テレビ番組
- お願い!ランキング（テレビ朝日）
- ポカリスエット エールキャラバン

#### CM
- アルパイン
- おそとでメディキュット ヌーディーマジック
- カワダ スーパーマリオブロック
- 日本タンナーズ協会『Make One Leather』」
- 松井証券
- 森永乳業 エコらくパック
- ライフネット生命

#### VP
- 公益財団法人JAL財団 プロジェクトレポート
- ジャステック
- 十文字学園女子大学 学部紹介映像
- JOYボイス
- 大丸松坂屋 イベント用映像
- 日本国土開発
- 西松建設
- バンダイ COMPLETE SELECTION MODIFICATION イベント用映像
- ファイトリーグ公式動画
- 森永乳業 こどミル商品紹介VTR
- リクルート

### その他コンテンツ
- スマイルfestivalちば2017「ウィリーとポーポ×よこざわけい子朗読ステージ」（2017年7月22日、プレナ幕張） - ポーポ 役
- 東武商事 工場見学用アニメ キャラボイス
- ボイスコミックライブ 公演B「クセつよ男子特集」（2024年[57][58]）
  - みにあまる彼氏（青柳いろは）
  - 月のお気に召すまま（亀井歩）

### シリーズ一覧
1. ↑  1st season（2024年）、2nd season（2025年）

### 初出話一覧
1. ↑  第364話初出
2. ↑  第43話初出
3. ↑  第118話初出
4. ↑  第350話初出
5. ↑  第365話初出
6. ↑  第13話初出
7. 1 2 3 4  第1話初出
8. ↑  第16話初出
9. 1 2  第17話初出
10. 1 2 3  第2話初出
11. ↑  第4話初出
12. ↑  第11話初出
13. ↑  第12話初出
14. ↑  第7話初出